# Zhu (musiker)
Steven Zhu, mer känd som Zhu, född 1989, är en deep house- och electro house-producent. 
Zhu uppträder alltid i en sorts huva på sina spelningar och är noga med att vara väldigt privat som individ.

## Diskografi

### Studioalbum/EP
- 2015 - The Nightday
- 2015 - Genesis Series
- 2016 - Generation Why

### Singlar
- 2014 - Faded
- 2015 - Automatic with AlunaGeorge
- 2015 - Working For It with Skrillex feat THEY.
- 2016 - In The Morning with Kaskade
- 2016 - Generationwhy

## Nomineringar
- 2014 Grammy for Best Dance Recording of the year